# Python Software Foundation License

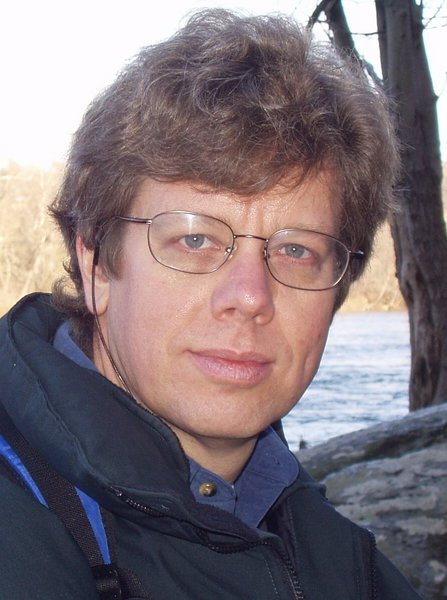
Guido van Rossum

La Python Software Foundation License (PSFL) è una licenza software di tipo permissivo, simile alle licenze BSD, e compatibile con la GNU General Public License (GPL).
Viene utilizzata principalmente per distribuire il software Python e la sua documentazione. È stata creata dalla Python Software Foundation (PSF) per garantire la massima libertà d'uso e distribuzione del linguaggio di programmazione Python.
La doppia approvazione da parte della FSF e dell'OSI conferisce alla PSFL un alto livello di credibilità e garantisce che il software rilasciato sotto questa licenza sia effettivamente libero e aperto.
Questa licenza è conosciuta anche come "Licenza Python 2.0.1".
Tra il 2000 e il 2001, alcune versioni di Python, tra cui la 2.1, sono state distribuite sotto una licenza specifica chiamata "Licenza Python". Questa licenza, pur essendo permissiva, non era compatibile con la GNU General Public License (GPL). Il motivo dell'incompatibilità era strettamente legato alla legislazione della Virginia. Alcuni termini e condizioni della licenza erano infatti specifici per questo stato. Questo legame geografico ha reso più complicato modificare la licenza per renderla compatibile con la GPL, in quanto richiedeva una revisione legale approfondita.
Grazie agli sforzi di Guido van Rossum e della Python Software Foundation, le clausole problematiche sono state riformulate o eliminate completamente, al fine di allineare la licenza di Python con i principi fondamentali della GPL.
La Python Software Foundation, ha introdotto la PSFL il 6 marzo 2001 come nuova licenza ufficiale per Python. Questa licenza è stata appositamente progettata per essere compatibile con la GPL e altre licenze open source popolari.
Nello stesso anno, Guido van Rossum, è stato insignito nel 2001 del Free Software Foundation Award for the Advancement of Free Software per aver modificato la licenza e risolto queste incompatibilità.